# Alburnus chalcoides
Espèce
Synonymes
- Alburnus chalcoides aralensis Berg, 1923[2] [3]
- Alburnus chalcoides carinatus Battalgil, 1941[2] [3]
- Alburnus chalcoides danubicus Antipa, 1909[2]
- Alburnus chalcoides derjugini Berg, 1923[2] [3]
- Alburnus chalcoides istanbulensis Battalgil, 1941[2]
- Alburnus chalcoides mentoides longicephala Tseeb, 1930[3]
- Alburnus chalcoides mentoides natio longicephala Tseeb, 1930[2]
- Alburnus chalcoides nicaeensis Battalgil, 1941[2] [3]
- Alburnus chalcoides sapancae Battalgil, 1941[2] [3]
- Alburnus latissimus Kamensky, 1901[2] [3]
- Alburnus longissimus Warpachowski, 1892[2] [3]
- Aspius heckelii Fitzinger, 1832[3]
- Aspius mento Perty, 1832[3]
- Chalcalburnus calcoides (Güldenstädt, 1772)[2]
- Chalcalburnus chalcoides aralensis (Berg, 1923)[2]
- Chalcalburnus chalcoides chalcoides (Güldenstädt, 1772)[2]
- Chalcalburnus chalcoides danubicus (Antipa, 1909)[2]
- Chalcalburnus chalcoides derjugini (Berg, 1923)[2]
- Chalcalburnus chalcoides iranicus Svetovidov, 1945[2]
- Chalcalburnus chalcoides macedonicus Stephanidis, 1971[2]
- Chalcalburnus chalcoides mento (Agassiz, 1832)[2]
- Chalcalburnus chalcoides mentoides (Kessler, 1859)[2]
- Chalcalburnus chalcoides (Güldenstädt, 1772)[2]
- Cyprinus chalcoides Güldenstädt, 1772[2]
- Cyprinus clupeoides Pallas, 1776[2]
- Leuciscus albuloides Valenciennes, 1844[2]

Statut de conservation UICN

 LC  : Préoccupation mineure
Alburnus chalcoides, l'ablette de lacs, est un poisson d'eau douce et d'eau saumâtre de la famille des Cyprinidae.

## Répartition
Alburnus chalcoides se rencontre dans les cours d'eau se jetant dans la Caspienne et dans l'Aral. Sa population est en décroissance depuis les années 1950/1960 à la suite de la création de barrages hydrauliques lui bloquant l'accès à ses zones de reproduction. Désormais il ne reste que quelques populations éparses et l'on s'attend à ce que l'effectif global continue de diminuer.

## Description
La taille maximale connue pour Alburnus chalcoides est de 400 mm, avec une taille moyenne de 280 mm pour les femelles, et de 200 mm pour les mâles.

## Noms communs
Liste non exhaustive de noms vernaculaires :
| Langue     | Nom(s) vernaculaire(s)                                                                 |
| ---------- | -------------------------------------------------------------------------------------- |
| Albanais   | Purrize                                                                                |
| Allemand   | Kislarischer Hering, Mairenke, Schemaja, Schiedling, Seelaube                          |
| Anglais    | Caspian shemaya, Danube bleak                                                          |
| Arabe      | Baiher, Numera                                                                         |
| Bulgare    | Ucley                                                                                  |
| Danois     | Donauløje                                                                              |
| Estonien   | Šemaaja                                                                                |
| Finlandais | Tonavansalakka                                                                         |
| Français   | Ablette de lacs                                                                        |
| Grec       | Αλάια (Alaïa), Γελάρτζα (Gelartsa)                                                     |
| Hongrois   | Allas küsz                                                                             |
| Persan     | Aslak, Safid Kuli, Shah Kuli, Siah Kuli                                                |
| Polonais   | Szemaja, Szemaja aralska, Szemaja batumska, Szemaja czarnomorska                       |
| Roumain    | Obleţ mare                                                                             |
| Russe      | шемая (Shemaja)                                                                        |
| Serbe      | Velka pliska                                                                           |
| Slovène    | Pegunca                                                                                |
| Suédois    | Sjölöja                                                                                |
| Tchèque    | Belica, Ouklej lesklá, Ouklejice dunajská, Ouklejice lesklá, Ouklejice leskla dunajska |
| Turc       | Tatlisu kolyoz baligi                                                                  |

## Étymologie
Son nom d'espèce, du latin chalcoides, « qui a l'apparence du cuivre », lui a été donné en référence à sa livrée.

## Publication originale
- Güldenstädt[7], 1772 : Salmo leucichthys et Cyprinus chalcoides descripti. Novi Commentarii Academiae Scientiarum Imperialis Petropolitanae, vol. 16, p. 531-547 (texte intégral).